# اینبور هولاند
اینبور هولاند (نروژی: Ingeborg Hovland؛ زادهٔ ۳ اکتبر ۱۹۶۹) بازیکن فوتبال اهل نروژ بود.
وی به‌همراه تیم ملی فوتبال زنان نروژ در بازی‌های المپیک تابستانی ۲۰۰۰ به مقام قهرمانی دست پیدا کرده‌است.